# Gonomyia heteromera
Gonomyia heteromera är en tvåvingeart som beskrevs av Alexander 1942. Gonomyia heteromera ingår i släktet Gonomyia och familjen småharkrankar. Inga underarter finns listade i Catalogue of Life.